# Vitbandad härmtrast
Vitbandad härmtrast (Mimus triurus) är en fågel i familjen härmtrastar inom ordningen tättingar.

## Utseende och läte
Vitbandad härmtrast är en karakteristisk härmtrast med stora vita vingfläckar, synliga även på sittande fågel. Undersidan är mestadels vitaktig, huvudet grått och på övergumpen syns kanelbrunt. Stjärten är övervägande vit med svarta centrala stjärtpennor. Den varierade sången inkluderear härmningar av andra fågelarter.

## Utbredning och systematik
Fågeln häckar i centrala Argentina och Bolivia (Beni), och övervintrar i sydvästra Brasilien. Den behandlas som monotypisk, det vill säga att den inte delas in i några underarter.

## Levnadssätt
Vitbandad härmtrast hittas i savann och andra halvöppna områden.

## Status
Arten har ett stort utbredningsområde och internationella naturvårdsunionen IUCN kategoriserar arten som livskraftig. Beståndsutvecklingen är dock oklar.